# Kazimierz Szretter
Kazimierz Szretter, (ur. 25 września 1931 w Warszawie, zm. 4 stycznia 2002 tamże) – polski okulista-strabolog, doktor medycyny.

## Życiorys
Uczęszczał do Szkoły Podstawowej nr 13 przy ulicy Raszyńskiej, w trakcie okupacji naukę kontynuował w Szkole nr 124 na Mokotowie, którą ukończył w 1944 roku. Od 1937 należał do ZHP. Od maja 1942 w Szarych Szeregach. Następnie w III batalionie 7 pułku piechoty „Garłuch” Armii Krajowej. Walczył w powstaniu warszawskim, został ranny. Znalazł się w obozie przejściowym w Pruszkowie, z którego zbiegł. Po zakończeniu wojny ukończył Gimnazjum i Liceum im. Tadeusza Reytana w Warszawie (1950). Studiował na Oddziale Sanitarno-Higienicznym Wydziału Lekarskiego Akademii Medycznej w Warszawie, uzyskując tytuł lekarza i I stopień specjalizacji w zakresie epidemiologii. W 1960 r. ukończył Zaoczne Studium Prawne dla lekarzy. Po ukończeniu studiów podjął pracę w Wydziale Zdrowia Prezydium Dzielnicowej Rady Narodowej Warszawa – Stare Miasto, a następnie w Wojewódzkiej Przychodni Higieny Szkolnej. Pracował w tym czasie także jako wolontariusz w Klinice Okulistycznej AM w Warszawie. I stopień specjalizacji w dziedzinie okulistyki uzyskał w 1959, II stopień w 1963. W 1968 obronił pracę doktorską. Wieloletni pracownik naukowo-dydaktyczny Kliniki Chorób Oczu Akademii Medycznej w Warszawie, dyrektor Państwowego Szpitala Klinicznego Nr 1 w latach 1975–1984.
Głównym zainteresowaniem naukowym i zawodowym dr. K. Szrettera była strabologia (diagnostyka i leczenie choroby zezowej). Tej tematyki dotyczy większość prac publikowanych w polskich i zagranicznych czasopismach. Autor i współautor wielu prac opublikowanych i prezentowanych na zjazdach naukowych oraz autor rozdziału „Orzecznictwo okulistyczne” zamieszczonego w Okulistyce współczesnej pod redakcją prof. Witolda Orłowskiego. 
Pochowany w Warszawie na cmentarzu Powązkowskim (kwatera 334-5-5).

## Odznaczenia i nagrody
W uznaniu wyników pracy naukowo-badawczej, dydaktycznej i organizacyjnej wielokrotnie był wyróżniany Nagrodami Rektora Akademii Medycznej w Warszawie.
Był również odznaczony Krzyżem Kawalerskim Orderu Odrodzenia Polski, Złotym Krzyżem Zasługi, Złotą Odznaką Honorową „Za Zasługi dla Warszawy”, Odznaką Honorową Polskiego Czerwonego Krzyża, Krzyżem Armii Krajowej i oznaką pamiątkową Akcji „Burza”.